# André Matos
Andre Coelho Matos (ur. 14 września 1971 w São Paulo, zm. 8 czerwca 2019) – brazylijski muzyk, kompozytor i wokalista. André Matos współpracował z takimi grupami muzycznymi jak: Angra, Looking-Glass-Self, Shaman, Symfonia, Viper oraz Avantasia.
W 2001 roku Matos i Sascha Paeth powołali projekt pod nazwą Virgo. Z kolei od 2005 roku współtworzył formację HDK. Od 2006 roku prowadził także solową działalność artystyczną. Wstąpił ponadto gościnnie na płytach takich zespołów jak: Aina, Avalanch, Epica, Eyes of Shiva, Holy Sagga, Korzus, Nepal oraz Thalion.
Zmarł na zawał serca.

## Zespół
| Obecny skład zespołu André Matosa - Andre Matos – wokal, instrumenty klawiszowe (od 2006) - Hugo Mariutti – gitara (od 2006) - Andre Hernandes – gitara (od 2006) - Bruno Ladislaus – gitara basowa (od 2010 - Rodrigo Silveira – perkusja (od 2011) |  | Byli członkowie - Luís Mariutti – gitara basowa (2006−2010) - Rafael Rosa – perkusja (2006–2007) - Fabio Ribeiro - instrumenty klawiszowe (2006–2011) - Eloy Casagrande – perkusja (2007–2011) |

## Dyskografia
Albumy solowe
| Time to Be Free             | - Data: 22 sierpnia 2007 - Wydawca: Avalon     | 62  | 173 |
| Mentalize                   | - Data: 26 września 2009 - Wydawca: Azul Music | 125 | –   |
| The Turn of the Lights      | - Data: 22 sierpnia 2012 - Wydawca: Avalon     | 114 | —   |
| "—" album nie był notowany. |                                                |     |     |

## Uhonorowanie
W 2019 roku nazwano na jego cześć gatunek pająka Extraordinarius andrematosi.